# ريبان (القفر)

تعديل مصدري - تعديل

ريبان محلة تابعة لقرية الصنع، التابعة لعزلة بني سباء بمديرية القفر إحدى مديريات محافظة إب في الجمهورية اليمنية، بلغ تعداد سكانها 63 حسب تعداد اليمن لعام 2004.